# Knud Olai Brekke

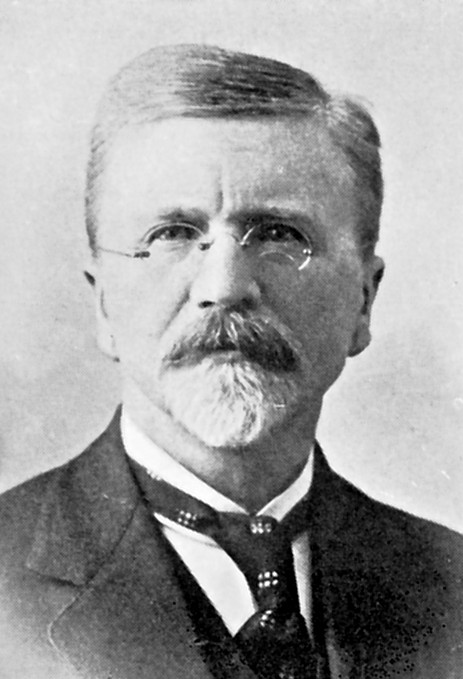
Knud Olai Brekke.

Knud Olai Brekke, född 26 oktober 1855 i Herøy på Sunnmøre, död 1938, var en norsk skolman.
Brekke blev student 1872 och cand. philol. 1879. Han var därefter lärare vid Aars og Voss skola i Kristiania till 1891, då han utnämndes till adjunkt vid Hamars offentliga skola. Åren 1898–1927 var han rektor vid Bergens katedralskola.
Av Brekkes skrifter kan nämnas, förutom ett par bidrag till den fornfranska formläran, Bidrag til dansk-norskens lydlære (Aars og Voss skoles program 1881) samt hans högt skattade läro- och läseböcker i engelska, som översattes till flera främmande språk. Han var medlem av undervisningsrådet (sedan 1898) och av styrelserna i flera institutioner, bland annat Bergen Museum och Bergens offentliga bibliotek.